# Historia de Mali

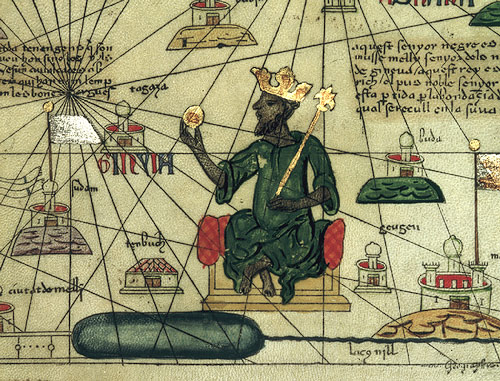
El rey Mansa Musa.

La historia de Malí es rica y relativamente conocida. En estas tierras tuvieron lugar tres grandes imperios: el Imperio de Ghana, el Imperio de Malí y el Imperio songhay. Se convirtió durante la época de la colonización en colonia francesa, algunos años después de su independencia hubo la dictadura de Moussa Traoré, finalmente conoció un régimen democrático.

## Prehistoria
Las primeras huellas de perro remontan al siglo V a. C. Durante el siglo III a. C., los cambios climáticos comportan una gran afluencia de población proveniente del Sáhara hacia estas tierras.

## El Imperio de Ghana
También es conocido con el nombre de Ouagadou, fue erigido por los soninkés durante el siglo IV. Fue un imperio próspero gracias al comercio de la sal y el oro. Este imperio conocerá su fin en 1076 con la llegada de la etnia bereber y la islamización el África occidental.

## El Imperio de Malí
Fundado en el siglo XI, Sundiata Keïta lo unificó en 1222 y proclamó la Carta de Mandén. El reinado de Mansa Musa dio su apogeo y el territorio se extendía en una gran región que iba desde el océano Atlántico hasta el río Níger. Este soberano fue célebre por su peregrinaje a La Meca. Su armada se componía de 100.000 soldados. La prosperidad de este imperio se debió al comercio transahariano de cuero, sal, oro y telas. Tombuctú, Gao  y Djenné fueron los centros económicos y culturales de esta civilización.

## El Imperio songhai
Fue fundado por Sonni Ali Ber, después por su sobrino Askia Mohammed, su reinado se extiende en el siglo XV por la mayor parte del Malí actual.Tombuctú era el centro intelectual, Djenné era el centro comercial y Gao era capital y centro militar.
En 1591 el imperio es casi enteramente desmantelado por las tropas del pacha Djouder provenientes de Marruecos.
Después se sucedieron una serie de pequeños estados: el Reino bámbara de Segu y el Reino bámbara de Kaarta, el Imperio peul de Macina, el Imperio toucouleur, el Reino de Kenedugú entre otros.
En el siglo XIX los Bambaras y los Dogón que habían resistido a la islamización hasta entonces, son víctimas de una guerra santa llevada a cabo por el jefe musulmán El Hadj Umar Tall.

## Imperialismo
En 1864, las tropas francesas de Louis Faidherbe vencen a las de El Hadj Oumar Tall en Bandiagara. Entre 1880 y 1899, Joseph Gallieni lleva a cabo la conquista de la región. La captura de Samory Touré señala la victoria de los franceses. Mali, con el nombre de Alto Senegal-Níger, se convirtió, en 1895, en una colonia francesa integrada al África Occidental Francesa con una parte de Mauritania, Burkina Faso y Níger. Kayes fue el centro administrativo hasta 1907, cuando Bamako pasó a ser la capital. En 1920 cambia su nombre a Sudán francés.

## Malí como país independiente
Hasta el final de la Segunda Guerra Mundial, toda actividad política estuvo prohibida en la colonia. En 1946, se crea en Bamako el partido independentista para la Reunificación Democrática Africana (RDA). En 1956 el Sudán francés se convierte en una república autónoma de la Comunidad francesa. 
El 17 de enero de 1959, se une a Senegal formando la Federación de Malí que proclama su independencia el 20 de junio de 1960. Esta federación estalla algunos meses más tarde y la república de Malí se proclama el 22 de septiembre de 1960. El país se hace miembro de la Organización de las Naciones Unidas unos días más tarde y de la Unión de Estados Africanos en abril del año siguiente. El nacionalista africano Modibo Keïta es el primer presidente. El país entra entonces en el círculo de influencia soviética.

### Golpe de Estado de 1968
En noviembre de 1968, el giro de la política económica de Modibo Keïta conduce al golpe de Estado militar que lleva al poder a Moussa Traoré. Este instaura un régimen autoritario que se revela capaz de resolver los problemas económicos del país. Malí se ve afectado por las hambrunas de 1968 a 1974 y por las de 1983 a 1985.
Entre 1985 y 1986 el país entra en guerra con Burkina Faso y a continuación tiene un contencioso territorial concernando la frontera de Agacher. Después de varios meses de rebelión armada el régimen cae el 26 de marzo de 1991.

### Retorno a la democracia
Un gobierno provisional se establece para organizar la transición. La nueva constitución fue aprobada por referéndum el 14 de febrero de 1992. Alpha Oumar Konaré es el vencedor de las primeras elecciones libres desde la independencia. 
En febrero de 1993, Moussa Traoré es condenado a muerte, será liberado de esta condena en 1997. Ese mismo año, Konaré será reelegido en las elecciones de mayo de 1997. En mayo de 2002, el general Amadou Toumani Touré, candidato de la oposición es elegido en las segundas vuelta presidente de la república.
En la década de 1990 el gobierno de Malí ha debido afrontar varias rebeliones de los tuareg producto de la represión y marginalidad en la que estos han sido obligados a vivir, entre 1990 y 1995 se produjo una gran rebelión, sin embargo, en 1994 con los acuerdos de paz el gobierno logró integrar a sus tropas a 1.500 rebeldes y otros 4.860 volvieron a la vida civil. A pesar de esto, los acuerdos no fueron respetados y una nueva rebelión se produjo entre 2007 y 2009 que costo 20.000 vidas en Níger y Malí.

### Década del 2000
Konaré renunció después de su límite constitucional de dos mandatos y no se postuló en las elecciones de 2002. Touré luego resurgió, esta vez como civil. Postulándose como independiente en una plataforma de unidad nacional, Touré ganó la presidencia en una segunda vuelta contra el candidato de Adema, que había estado dividido por luchas internas y sufrió la creación de un nuevo partido político, el Rally for Mali. Touré había conservado una gran popularidad debido a su papel en el gobierno de transición en 1991-1992.Las elecciones de 2002 fueron un hito, marcando la primera transición exitosa de Malí de un presidente elegido democráticamente a otro, a pesar de la persistencia de las irregularidades electorales y la baja participación electoral. En las elecciones legislativas de 2002, ningún partido obtuvo la mayoría; Touré luego nombró un gobierno políticamente inclusivo y se comprometió a abordar los apremiantes problemas de desarrollo social y económico de Malí.

### Conflicto bélico en el norte de Malí
En enero de 2012, el Movimiento Nacional para la Liberación de Azawad (MNLA) inició una insurgencia. Tropas rebeldes del ejército aparecieron en la televisión estatal el 22 de marzo de 2012 anunciando que habían tomado el control del país dado el malestar generalizado secundario al mal manejo del conflicto con los rebeldes por parte del presidente. 
Debido al conflicto bélico existente en el norte del país, el nuevo gobierno militar llegó a controlar inicialmente solo el tercio sur del país, dejando el resto del país (conocido como Azawad) a los rebeldes del MNLA. Los rebeldes llegaron a controlar Tombuctú, a 700 km de la capital. En respuesta, la Comunidad Económica de los Estados de África Occidental (ECOWAS, por sus siglas en inglés) congeló activos e impuso un embargo, dejando a algunos con solo unos días de combustible. Malí depende principalmente de las importaciones de combustible transportadas en camiones por tierra desde Senegal y Costa de Marfil.
Desde el 17 de julio de 2012, los rebeldes tuareg habían sido expulsados por sus aliados, los islamistas, Ansar Dine y Al Qaeda en el Magreb Islámico (A.Q.I.M.).  Los refugiados en el campo de refugiados de Mbera, Mauritania, con capacidad para 92.000 personas, describieron que el grupo islámico tenía "la intención de imponer un Islam de látigo y armas a los musulmanes malienses".  Los islamistas en Tombuctú destruyeron alrededor de media docena de tumbas de hombres santos, proclamando las tumbas contrarias a la Shariah. Un refugiado en el campo refirió que existían soldados de diferentes nacionalidades, incluyendo afganos, pakistaníes y nigerianos.
Ramtane Lamamra, el comisionado de paz y seguridad de la Unión Africana, dijo que la organización Africana había discutido el envío de una fuerza militar para reunificar Malí y que se descartaba la posibilidad de iniciar negociaciones con terroristas, pero que las negociaciones con otras facciones armadas siguen abiertas.
El 10 de diciembre de 2012, el primer ministro Cheick Modibo Diarra fue arrestado por soldados y llevado a una base militar en Kati. Horas más tarde, el primer ministro anunció su renuncia y junto a la de su gobierno en la televisión nacional.
El 10 de enero de 2013, las fuerzas islamistas capturaron al ejército maliense la ciudad estratégica de Konna, ubicada a 600 km de la capital.Al día siguiente, el ejército francés lanzó la Operación Serval, interviniendo en el conflicto.
Para el 8 de febrero, el ejército maliense había recuperado el territorio controlado por los islamistas, con la ayuda de la coalición internacional. Los separatistas tuareg también continuaron luchando contra los islamistas, aunque el MNLA también había sido acusado de llevar a cabo ataques contra el ejército maliense.
El 18 de junio de 2013 se firmó un acuerdo de paz entre el gobierno y los rebeldes tuareg.Las elecciones presidenciales se celebraron en Malí el 28 de julio de 2013 y la segunda vuelta se celebró el 11 de agosto. Ibrahim Boubacar Keïta derrotó a Soumaïla Cissé en la segunda vuelta para convertirse en el nuevo presidente de Malí.
El acuerdo de paz entre los rebeldes tuareg y el gobierno de Malí se rompió a fines de noviembre de 2013 debido a los enfrentamientos en la ciudad norteña de Kidal. El 20 de febrero de 2015 se acordó un nuevo alto el fuego entre el gobierno de Malí y los rebeldes del norte.

### Últimos años
Desde el 5 de junio de 2020 comenzaron en Bamako protestas callejeras que pedían la dimisión del presidente Ibrahim Boubacar Keïta. El 18 de agosto de 2020, soldados amotinados arrestaron al presidente Ibrahim Boubacar Keïta y al primer ministro Boubou Cissé. El presidente Keïta renunció y abandonó el país. El Comité Nacional para la Salvación del Pueblo dirigido por el Coronel Assimi Goïta tomó el poder, lo que significó el cuarto golpe desde la independencia de Francia en 1960. El 12 de septiembre de 2020, el Comité Nacional para la Salvación del Pueblo acordó una transición política de 18 meses a un gobierno civil. Poco después, Bah N'Daw fue nombrado presidente interino.
El 25 de mayo de 2021, el coronel Assimi Goïta destituyó de sus cargos al presidente de transición Bah N'Daw y al primer ministro de transición Moctar Ouane. El 7 de junio de 2021, el comandante militar de Malí, Assimi Goita, prestó juramento como nuevo presidente interino.  Según Human Rights Watch (HRW), las tropas malienses y los presuntos mercenarios rusos del grupo Wagner ejecutaron a unos 300 hombres civiles en el centro de Malí en marzo de 2022. Francia había retirado las tropas francesas de Malí en febrero de 2022.
- Datos: Q927301
- Multimedia: History of Mali / Q927301

1. ↑  Africa South of the Sahara 2003, pág. 640, escrito por Eur, Routledge, 2002
2. ↑  «Mali coup: Military agrees to 18-month transition government - BBC News».
3. ↑  Welle (www.dw.com), Deutsche. «Mali: Bah N'Daw sworn in as interim president | DW | 25.09.2020». DW.COM.
4. ↑  «Mali’s military leader Goita sworn in as transitional president». www.aljazeera.com (en inglés).
5. ↑  «Mali troops and suspected Russian fighters accused of massacre». BBC News. 5 de abril de 2022.